# Gabriela Herrera (bailarina)
Gabriela Milagros Herrera Córdova (Jesús María, 6 de octubre de 2001) es una bailarina, cantante de música urbana y personalidad de televisión peruana. Alcanzó reconocimiento por haber participado en los reality shows de su país durante los años 2010 y 2020.

## Biografía
Nació el 6 de octubre de 2001 en Jesús María, distrito de la provincia de Lima; bajo el nombre completo de Gabriela Milagros Herrera Córdova. Realizó sus estudios escolares en el Colegio Santo Domingo el Apóstol y Colegio San Agustín, años más tarde, estudió la carrera de publicidad en el Instituto San Ignacio de Loyola, en la cual optó con abandonarla.
Comenzó su carrera artística a los cuatro años como personalidad de televisión.[cita requerida] Obtuvo una participación en el programa concurso Habacilar de América Televisión dentro de la secuencia Los pequeños angelitos en el año 2006. Gracias a ello, le ha permitido formar parte del elenco principal de la otra producción de la dicha televisora La casa de Timoteo, donde se ha desempeñado en el rol de bailarina en 2010.
Tras varios años alejada de la televisión peruana, en 2015 retomó su faceta televisiva, teniendo una esporádica participación en la telenovela Ven, baila, quinceañera interpretando a una de las participantes del programa del mismo nombre.
Al año siguiente, inicia su etapa como cantante, instalándose en el género reguetón, interpretando su primer tema musical «Nos portamos mal».
Continuó con su carrera televisiva en el año 2018, ingresando al elenco principal del segmento de baile Divas CBT del reality show peruano Combate, teniendo una corta participación, donde ganó notoriedad por su discusión con su compañera del programa Samahara Lobatón. Previo a ello, en 2017 fue parte del elenco de bailarines del programa El gran show, donde se ha desempeñado el rol de soñadora y pareja de baile del cantante urbano Emil.
En el año 2019, lanzó su primer álbum debut Fuego y al año siguiente, su segundo material musical Descontrol, en ambas manteniéndose en los ritmos urbanos.
A lo paralelo, Herrera volvió a América Televisión en el año 2021 como participante del programa concurso Reinas del show, logrando pasar a la ronda final junto a las otras artistas Brenda Carvalho e Isabel Acevedo, terminando en el segundo lugar de la competencia. Seguidamente, fue parte del reparto principal del reality show Esto es guerra, inicialmente como parte de la secuencia Tiktokers: los rivales y al poco tiempo, se desempeñó en el rol de competidora, volviendo al formato para el periodo 2022-2023. En ese año, fue colaboradora del programa semanal Al sexto día.[cita requerida]
Tras su salida del canal América, a partir de 2023 retoma su faceta musical lanzando su nuevo álbum Latina bajo la producción musical de Sergio George, siendo grabado durante la pandemia de COVID-19 en 2020, además de atravesar sus problemas personales producto de sus conflictos con el productor mencionado, asi con otras celebridades del medio local como el bailarín Arturo Chumbe. Pese a lo sucedido, se presentó en un concierto en el centro comercial Open Plaza para el lanzamiento de su nuevo tema musical. Estuvo en negociaciones para formar parte del conjunto Son Tentación sin éxito.
Fue protagonista del unipersonal Cachudes pero conchudxs en el año 2024, donde ha compartido el rol junto al actor Sergio Armasgo y la drag queen La Langosta.

## Créditos

### Televisión
- Habacilar (2006), parte de la secuencia Los pequeños angelitos.
- La casa de Timoteo (2010), bailarina y parte del elenco.
- Ven, baila, quinceañera (2015), cameo.
- Sueña quinceañera (2016), participante.
- El gran show (2017), bailarina y soñadora.
- Combate (2018), parte de la secuencia Divas CBT.
- El origen del origen (2018), competidora.
- Reinas del show (2021), participante.
- Esto es guerra (2021), parte de la secuencia Tiktokers: los rivales y La academia: Desafío y fama.
- Esto es guerra (2021-2023), competidora.[12]
- El gran show (2022), participante.
- Estás en todas (2022), entrevistada.[13]

### Teatro
- Cachudes pero conchudxs (2024), protagonista.

## Discografía

### Sencillos
- 2018: Si nos portamos mal
- 2019: Descontrol
- 2019: Fuego
- 2020: Un poquito
- 2020: Latina